# Генерал у своєму лабіринті
Генерал у своєму лабіринті (ісп. El general en su laberinto) — це роман колумбійського письменника Ґабріеля Ґарсія Маркеса, лауреата Нобелівської премії з літератури. Вперше роман було опубліковано у 1989 р.

## Сюжет роману
Роман розповідає про останні дні Сімона Болівара, лідера боротьби за незалежність іспанських колоній в Південній Америці. Г. Г. Маркес описує останню подорож генерала з Боготи до узбережжя Колумбії, звідки Болівар мав вирушити до місця свого екзилу у Європі.